# Jaroslav Mykisa
Jaroslav Mykisa (* 1950, Olomouc) je sklářský výtvarník, pedagog a restaurátor, který počátkem normalizace odešel do exilu ve Velké Británii.

## Život a dílo
Jaroslav Mykisa patří ke generaci, kterou nejvíce zasáhla sovětská okupace v srpnu 1968. Krátce po absolvování školy uměleckých řemesel v Olomouci byl roku 1989 zadržen a strávil dva měsíce ve vazbě na základě vykonstruovaného obvinění. Roku 1970 potkal svou budoucí ženu Susan, která patřila ke skupině britských studentů-filmařů. Ti přijeli do Československa jako turisté a pokoušeli se natočit film o sovětské invazi, ale zadržela je policie a vypověděla. Jaroslav Mykisa i nadále udržoval se Susan vztah a roku 1971 se s ní v Londýně oženil. Brzy živil rodinu se dvěma dětmi a pro nedostatek nabídek na kvalifikovanou práci si vydělával příležitostnou prací na stavbách a v barech.
V Británii si doplnil vzdělání na West Glamorgan Institute of Higher Education ve Swansea (1979-1982) a později se na této škole, přejmenované mezitím na Swansea Institute of Higher Education (Swansea Metropolitan University) zapsal do kursu sklářského designu. Roku zde 1986 získal diplom a zároveň se ve městě usadil natrvalo, protože se mu pro dlouhé odloučení rozpadla rodina. V následujících letech se živil jako restaurátor skla a zřídil si vlastní ateliér, kde tvoří okenní vitráže. V letech 1990-1999 pracoval jako pomocník hlavního vitrážisty v konzervátorském oddělení katedrály v Lincolnu. Roku 1989 hrál v místní bluesové kapele The Blues Bunch.
Jaroslav Mykisa také učí vitráže a interiérový design na Llwyn-Y-Bryn Art College, Swansea v ateliéru Sklo v architektuře. Jeho školní projekty zahrnují barevné sklo, design nebo umělecké programy pro děti. Kromě oprav historických budov se věnuje vlastní tvorbě a je koordinátorem česko-velšského kulturního festivalu. V letech 2002-2003 byl kurátorem putovní výstavy Bdělé snění (Dreaming Awake), která v Česku představila osm velšských umělců.

### Realizace
- 1996 vitráže pro katedrálu v Lincolnu
- 1999 vitráž v kostele sv. Markéty, Lothbury, Londýn
- 2005 vitráže pro kostel sv. Matěje ve Swansea

### Výstavy
- 2000 100. výstava Galerie Caesar, Galerie Caesar, Olomouc
- 2002 Bdělé snění /Osm umělců z Walesu/, Galerie Caesar, Olomouc, Galerie informačního centra Univerzity Palackého, Zbrojnice, Olomouc
- 2007 České a slovenské sklo v exilu, Uměleckoprůmyslové muzeum, Brno